# Aiolochroia janusi
Aiolochroia janusi är en svampdjursart som först beskrevs av Boury-Esnault 1973.  Aiolochroia janusi ingår i släktet Aiolochroia och familjen Aplysinidae. Inga underarter finns listade i Catalogue of Life.